# Little Saint James
Little Saint James ist eine Insel, die zum US-Außengebiet der Amerikanischen Jungferninseln gehört. Sie wurde als Wohnsitz Jeffrey Epsteins bekannt.
Die Nachbarinsel Great Saint James liegt gut 230 Meter nordwestlich von Little Saint James und ist von dieser durch den Saint James Cut getrennt. Sie liegt zwischen Little Saint James und der sehr viel größeren Hauptinsel Saint Thomas. 400 Meter südöstlich liegt Dog Island, getrennt durch den Dog Island Cut. Little Saint James gehört ebenso wie Great Saint James und Dog Island zum Distrikt Saint Thomas und damit zum Subdistrikt East End.

## Geschichte
Im Jahr 1997 war Little Saint James im Besitz des Risikokapitalgebers Arch Cummin und stand für 10,5 Millionen US-Dollar zum Verkauf. Im April 1998 erwarb die Limited Liability Company L.S.J. die Insel für 7,95 Millionen US-Dollar. Der US-amerikanische Investmentbanker und verurteilte Sexualstraftäter Jeffrey Epstein (1953–2019) war der einzige Mitarbeiter der Firma. Die Nachbarinsel Great Saint James wurde 2016 ebenfalls von Epstein erworben. Beide Inseln gehörten ihm bis zu seinem Tod am 10. August 2019.
Die Insel diente als Hauptwohnsitz für Jeffrey Epstein, der ihr den Namen Little St. Jeff gab.
Die Insel umfasst im Jahr 1997 ein Hauptgebäude, drei Gästehäuser, ein Angestelltenhaus, eine Meerwasserentsalzungsanlage, einen Hubschrauberlandeplatz und einen Steg. Zudem befand sich dort ein blau-weiß gestreiftes Gebäude mit einer goldenen Kuppel. Das Hauptgebäude wurde von Edward Tuttle renoviert, der für die Aman Group arbeitete. 
Im Jahre 2008 hatte die Insel 70 angestellte Servicekräfte. Einem Angestellten zufolge bestand Epstein darauf, dass seine Mitarbeiter Diskretion und Vertraulichkeit bewahrten.
Gemäß den Anwälten mutmaßlicher Opfer war Little Saint James einer der Schauplätze, an denen Epstein und seine Freunde strafbare Handlungen mit Minderjährigen begangen haben. Der Daily Telegraph bezeichnete die Insel in einem Artikel von 2015 als „Island of Sin“ (Insel der Sünde). 2019 nannten die Los Angeles Times und das New York Magazine die Insel „Pedophile Island“ und „Orgy Island“. Zu den Besuchern der Insel gehörten u. a. Stephen Hawking, welcher aber einige Monate, bevor die ersten Anklagen wegen Kindesmissbrauch gegen Jeffrey Epstein aufkamen, die Insel besuchte, da auf einer nahegelegenen Insel ein Treffen von theoretischen Physikern über Schwerkraft stattfand, welches von Epstein finanziert wurde. Dem Astrophysiker wurde kein sexuelles Fehlverhalten im Zusammenhang mit Jeffrey Epstein vorgeworfen.  Auch Prince Andrew und laut Zeugenaussagen auch der ehemalige US-Präsident Bill Clinton sollen die Insel besucht haben.
Im Jahr 2019 wurde der Wert der Insel auf 63.874.223 US-Dollar geschätzt.
Im März 2022 wurden Little Saint James und die Nachbarinsel Great Saint James zusammen zum Verkauf angeboten, insgesamt für 125 Millionen US-Dollar. Ein Anwalt des Epstein-Nachlasses gab an, dass der Erlös aus dem Inselverkauf zur Begleichung von Gerichtskosten und Entschädigungen für Opfer verwendet werden würde. Im Mai 2023 erwarb der Milliardär Stephen Deckoff im Namen seiner Firma SD Investments beide Inseln für 60 Millionen US-Dollar.